# Michael Blaudzun

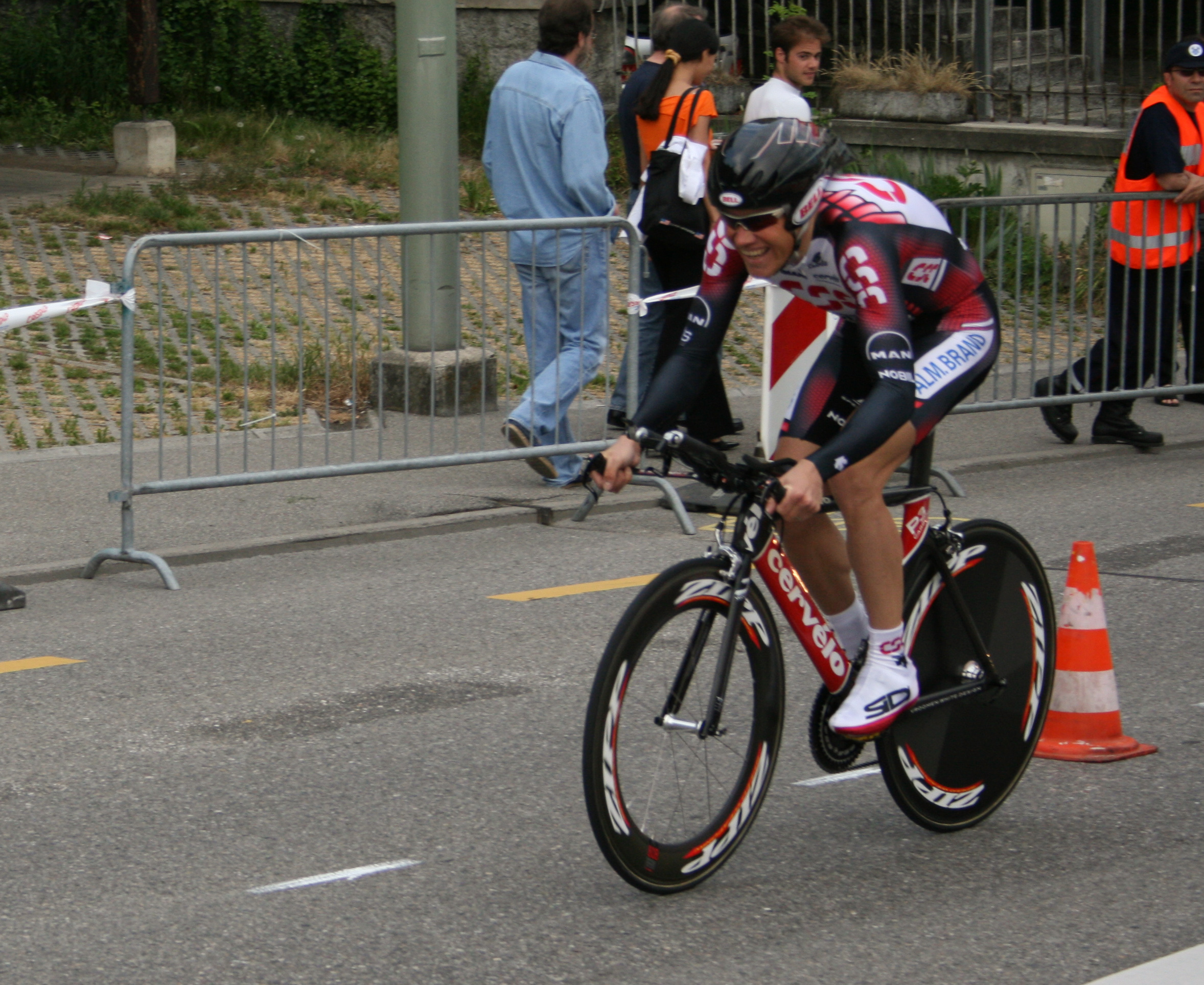
Michael Blaudzun beim Prolog der Tour de Romandie 2007

Michael Blaudzun (* 30. April 1973 in Herning) ist ein ehemaliger dänischer Radrennfahrer.
Blaudzun wurde 1995 Profi im Radsportteam Novell. Bevor er 2001 zu CSC wechselte, fuhr er unter anderem für Rabobank und für das Team Telekom. Der Wasserträger fuhr dreimal die Tour de France und beendete sie zweimal. 1998 startete er bei der Internationalen Friedensfahrt und belegte den 15. Rang im Gesamtklassement.
Zum Ende des Jahres 2008 beendete Michael Blaudzun seine aktive Radsport-Karriere. Im Dezember 2010 wurde er als künftiger Sportlicher Leiter des neuen Christina-Watches Team von Michael Rasmussen vorgestellt, nachdem er im Jahr zuvor diese Funktion schon beim Team Designa Kokken innehatte.
Michael Blaudzun ist der Sohn des Radrennfahrers und Weltmeisters in der Mannschaftsverfolgung Verner Blaudzun.

## Erfolge
1996
- Schweden-Rundfahrt
- eine Etappe Rheinland-Pfalz-Rundfahrt

1999
- eine Etappe und Gesamtwertung Herald Sun Tour

2001
- Hessen-Rundfahrt
- Dänischer Meister – Einzelzeitfahren

2003
- Dänischer Meister – Einzelzeitfahren

2004
- Dänischer Meister – Straßenrennen

2005
- Grand Prix S.A.T.S.
- Dänischer Meister – Einzelzeitfahren

2006
- eine Etappe Settimana Internazionale (Mannschaftszeitfahren)
- eine Etappe Giro d’Italia (Mannschaftszeitfahren)
- Mannschaftszeitfahren Eindhoven

2007
- Mannschaftszeitfahren Eindhoven

## Teams
- 1995 Novell
- 1996–1997 Rabobank
- 1998 Team Telekom
- 1999 Home-Jack & Jones
- 2000 MemoryCard-Jack & Jones
- 2001–2002 Team CSC-Tiscali
- 2003–2008 Team CSC